# Rotohramadine
Die Rotohramadine (Stagonopleura oculata) ist eine australische Art aus der Familie der Prachtfinken. Sie hat eines der kleinsten Verbreitungsgebiete der australischen Prachtfinken. Es werden keine Unterarten für diese Art unterschieden. Zusammen mit der Feuerschwanzamadine bildet sie eine Superspezies.

## Beschreibung

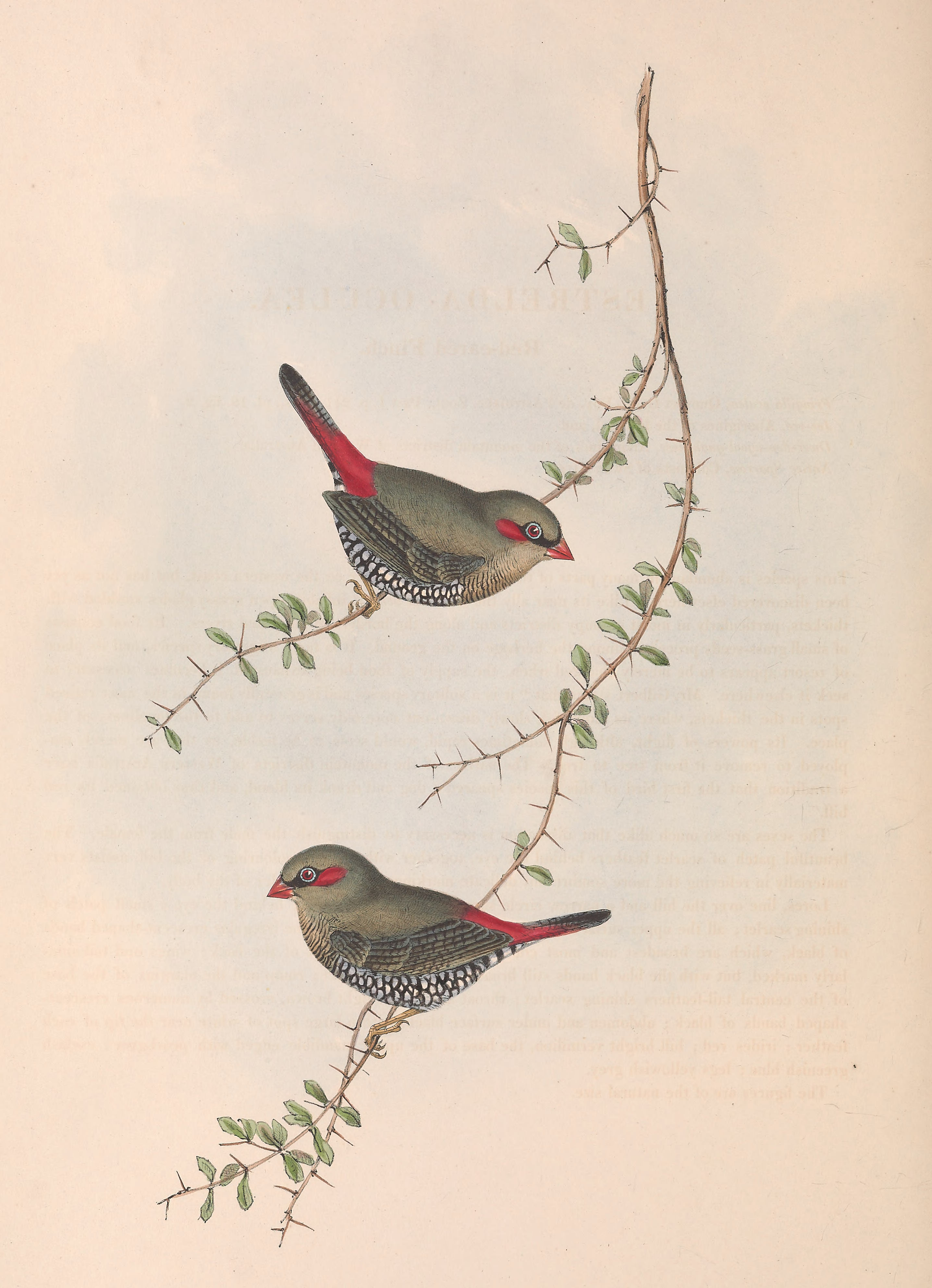
Rotohramadine, Illustration

Die Rotohramadine erreicht eine Körperlänge von zwölf Zentimeter und wiegt zwischen 7,9 und 14 Gramm. Es besteht kein sehr ausgeprägter Sexualdimorphismus. Die Rotohramadine weist große Ähnlichkeit mit der Feuerschwanzamadine auf, der jedoch der bei dieser Art namengebenden roten Ohrdecken fehlen.
Der kurze, kräftige und kegelförmige Schnabel ist rot und zur Schnabelbasis etwas aufgehellt. Stirn, Zügel und ein schmaler Bereich um das Auge sind schwarz. Das Auge ist rot und von einem blass bläulichen Lidrand umgeben. Die Wangen sind warmbraun, die Ohrdecken bilden ein leuchtend rotes Feld, das beim Männchen zur Brutzeit dunkler rot ist. Beim Weibchen sind die Ohrdecken dann etwas blasser, mehr ein ins orange spielendes Rot. Oberkopf, Nacken, Rücken, Schulterfedern und Flügeldecken sind hell bis mittel olivbraun und tragen eine feine schwarze Querbänderung. Kinn, Kehle und Vorderbrust sind hell gelblich-braun mit einer feinen, schwärzlichen Querwellung. Die übrige Körperunterseite ist schwarz und zeigt grobe weiße Flecken, die teils ineinander übergehen, teils überlappen.  Auf den Unterschwanzdecken bilden sie Reihen. Das leuchtende Rot des Bürzels erstreckt sich bis auf die Basen der mittleren Steuerfedern, der übrige Schwanz ist bräunlich und dunkel gebändert. Die Schwungfedern sind graubraun und tragen dunkle, recht weit voneinander entfernte Streifen. Die Füße sind meist dunkelbraun, seltener fleischfarben braun.
Die Jungvögel sind mattbraun und auf der Körperunterseite etwas heller. Ihre Querbänderung ist nur angedeutet. Der Schnabel ist noch schwarz und der rote Ohrfleck fehlt.

## Stimme
Das Rufrepertoire der Rotohramadine ist im Vergleich zu den in den Trockengebieten vorkommenden australischen Prachtfinkenarten sehr groß. Der Ruf, ein deutliches, klagend-pfeifendes wie-ie oder u-wie, ähnelt dem der Feuerschwanzamadine, ist aber fast immer zweisilbig. Der Kontaktruf auf kurze Entfernung ist ein weiches quirk oder quork. Der Gesang besteht aus zahlreichen Einzelnoten, die in aufsteigenden Reihen vorgetragen werden und mit einem kräftigen oder keuchenden Laut enden. Der Balzgesang basiert auf dem Ruf und klingt etwa wie U-wie-ju-ju-ju-ju-ju-ju.

## Verbreitung und Lebensweise
Das Verbreitungsgebiet der Rotohramadine beschränkt sich auf die Eucalyptus-marginata-Wälder im Südwesten Westaustraliens. Sie kommt damit nur im Hinterland von Perth und der Darling Range vor. Sie ist sehr viel stärker spezialisiert als die meisten anderen australischen Prachtfinkenarten. Ihr bevorzugter Lebensraum sind Lichtungen im Eukalyptus-Hochwald, die einen dichten strauchartigen Unterwuchs aufweisen. Sie ist besonders häufig in Schluchten anzutreffen und fehlt weitgehend im Hochland.
Die Rotohramadine ist ein Standvogel, der sein Brutgebiet normalerweise nicht verlässt. Nur die Jungvögel streifen im Herbst des ersten Lebensjahres etwas weiter umher.
Die Nahrung besteht aus Grassamen und den Samenkörnern der Kasuarinen. Außerdem nehmen die Vögel kleine Insekten und Schnecken zu sich.
Die Brutzeit fällt in das südliche Frühjahr und findet in den Monaten August bis November statt. Das Nest wird gut getarnt in den Endzweigen hoher Eukalyptusbäume errichtet und befindet sich zwischen acht und dreißig Meter über dem Erdboden. Das Nest kann inklusive der Eingangsröhre bis zu 40 Zentimeter lang sein und besteht aus bis zu 2.000 Einzelteilen. Das Gelege umfasst vier bis sechs weiße Eier. Beide Elternvögel brüten, wobei sich die beiden Partner in einem Abstand von etwa 1,5 Stunden ablösen. Bis zu ihrem achten Lebenstag werden die Jungvögel von ihren Elternvögeln gehudert.

## Haltung
Rotohramadinen spielen in der europäischen Ziervogelhaltung kaum eine Rolle und werden auch in Australien nur sehr selten gehalten. Der erste Vogel dieser Art wurde 1873 in Deutschland gepflegt. Seitdem gelangen sie allerdings nur sehr selten und unregelmäßig in den Handel.

## Belege

### Einzelbelege
1. ↑  Nicolai et al., S. 29.
2. ↑  Nicolai et al., S. 29.
3. ↑  Nicolai et al., S. 31.
4. ↑  Nicolai et al., S. 31.
5. ↑  Nicolai et al., S. 31.
6. ↑  Nicolai et al., S. 32.